# Конопля Віктор Пантелійович
Віктор Пантелійович Конопля (нар.1933, Рубці, Донеччина) — хлібороб, майстер-самоук: різьбяр по дереву та художник, автор пам'ятника жертвам Голодомору 1932–1933 та 1946-1947 років в своєму селі Рубці.

## Біографія
Народився Віктор 1933 року у слобідці Рубці (нині село Рубці) Краснолиманського району на Донеччині. Батько його, пройшовши від початку до середини війни, не дійшов до рідного села десять кілометрів, загинув у Ізюм-Барвінківській операції.
З дитинства любив різьбити і малювати. Шарж на директора школи несподобався керівнику. І коли хлопець прийшов по довідку до голови сільради (без папірця із сільради з печаткою не можна було вибратись із села), то директор попросив голову не давати довідки юному художнику, мовляв, хто на полі працюватиме.
Відтоді парубок працював в колгоспі з ранку й до півночі, хоча душа прагла мистецтва. 45 років проробив за кермом трактора і комбайна. Коли вийшов на пенсію, знову взявся за пензель і різець.
Напередодні 60-річчя Голодомору, до Віктора Пантелійовича, який народився саме у 1933 році, зайшли школярі, щоб записати розповідь про минуле. З почутого від старших Конопля знав, що у Краснонолиманському районі й у їхніх Рубцях активісти не те що квасолю та горох забирали, а навіть квашену капусту в діжках перевертали. А от голод 1947 року він добре пам'ятав: мати брала двох його молодших сестер на поле, бо там давали затірку. Щоб не вмерти, люди за неї працювали. Але кілька десятків односельців Віктора Пантелійовича вмерли, а пухли від голоду майже всі.
Задумав тоді Віктор Конопля поставити пам'ятник. Пішов до керівника господарства просити дерева на Хрест і Розп'яття. Так на кладовищі, з'явився монумент — Хрест із Христовим Розп'яттям, біля підніжжя якого золотом по чорному написано імена жертв Голодоморів. Десятки родин.
Люди з його села кажуть про майстра:
| «Віктор Пантелійович у 1992 році першим на Донеччині й один із перших в Україні поставив у своєму селі пам’ятник невинно убієнним у часи Голодомору односельцям» |
Після виходу на пенсію Конопля Віктор Пантелійович тримає город та займається мистецтвом.

### Творчість
Хрест із Христовим Розп'яттям — одна з перших його робіт після виходу на заслужений відпочинок. Потім створено десятки інших робіт. Його хата завішана картинами і заставлена скульптурами. Переважна більшість робіт — на історичну тематику, присвячену козацькому минулому й Другій світовій війні.
Дуже любить козацькі храми, більшість яких на Донеччині зруйновано, і які він різьбить з верби та липи:
- точна копія Успенського храму Святогірської лаври — заввишки майже з людину, стоїть у сільраді
- зменшена копія церкви, збудованої в стилі козацького бароко, що раніше височіла в селі Рубці. Її більшовики зруйнували у 1926 році
- храм, повз який ходив до школи. Це було ще перед наповненням Оскільського водосховища. Селян переселили з тодішніх Рубців у теперішні. Буває, посушливого літа вода відступає і з'являється невеличкий острівець там, де була церква.